# Wirtschaftsspionage
Wirtschaftsspionage ist die Sammlung und Auswertung von Informationen (Aufklärung) mit offenen und nachrichtendienstlichen Mitteln über Wirtschaftsunternehmen durch einen Nachrichtendienst eines anderen Staates, um Wettbewerbsvorteile für die Volkswirtschaft oder Unternehmen dieses Staates zu erzielen. Unter den Begriffen Industriespionage, Konkurrenzspionage oder Konkurrenzausspähung wird hingegen im Allgemeinen die Ausforschung von Unternehmen durch einen Wettbewerber verstanden. Von diesen Begriffen abzugrenzen ist die nachrichtendienstliche Aufklärung der volkswirtschaftlichen Lage, wirtschaftspolitischer Ziele sowie der Wirtschafts- und Rüstungsproduktion eines Staates zur Information von Politik und Militär, bei dem die Schaffung eines Wettbewerbsvorteils zumindest nicht der vorrangige Zweck ist.

## Wirtschaftsorganisationen und Unternehmen
Für viele Unternehmen fällt der Schutz gegen Wirtschafts- und Industriespionage unter das Oberthema Informationssicherheit und ist ein wichtiger Bestandteil von Anwenderschulungen. Viele Anwender kennen mögliche Gefahren und Konsequenzen solcher Attacken nicht. Da die technischen Schutzmaßnahmen wie Verschlüsselung ebenfalls sehr ausgereift sind, könnte die Manipulation von Menschen mit den Mitteln des Social Engineering zu einer Angriffsmethode von Spionen werden.
Manchmal wurden befreundete oder oppositionelle Parteien in den Prozess einbezogen. Häufige Wirtschaftsspionagetechniken aus neuerer Zeit sind das unerlaubte Kopieren von Daten über offene und ungeschützte USB-Ports auf Wechselspeichermedien, wie USB-Stick oder externe Festplatte, das Fotografieren oder Filmen von Schriftstücken, Fertigungsanlagen, Fertigungstechniken oder Prototypen mittels Digitalkamera, Fotohandy oder Smartphone, das Abfangen von Briefen, das Mitlesen von E-Mails und Internetverbindungen, das Abhören von Telefonen sowie das Einschleusen von Informanten oder das Aufkaufen von Informanten der Gegenpartei. Ein Beispiel ist die Operation Shady RAT. Methoden wie Patente und Abhörschutz genügen nicht mehr bei solchen Übergriffen. Der Oberbegriff Cyberkrieg umschließt alle auf einer weitgehenden Computerisierung, Elektronisierung und Vernetzung insbesondere militärischen Bereiche und Belange basierenden Aktionen.
Die abrupte pandemiebedingte Migration ins Homeoffice hat der Bedrohungslage eine weitere Dimension hinzugefügt und neue Einfallstore für Spionagezwecke geöffnet.

## Situation in Europa
Der Europaabgeordnete Gerhard Schmid äußerte 2001 als Berichterstatter des Echelon-Ausschusses, dass die USA ihre technischen Möglichkeiten nicht nur zum Kampf gegen Korruption einsetzen könne, sondern auch um den USA Wettbewerbsvorteile zu verschaffen. Echelon „diene der Wirtschaftsspionage nicht nur in dem Sinne, dass allgemeine wirtschaftliche Daten abgefragt würden; vielmehr würde das System auch zur Erlangung von Großaufträgen eingesetzt.“ Tatsächlich berichtete die Baltimore Sun 1995 von einem Flugzeuggeschäft, bei dem die NSA aufdeckte, dass die europäische Airbus den saudischen Auftraggeber bestechen wollte. In der Debatte im Europaparlament argumentierte Schmid, amerikanische Wirtschaftsspionage gegen europäische Korruption sei nicht gerechtfertigt. Auch amerikanische Unternehmen würden bestechen und die USA lägen im Mittelfeld der Korruptionsskala. Der britische Journalist Duncan Campbell verfasste einen im Februar 2000 veröffentlichten Bericht für das Europäische Parlament, in dem er einen zweiten Fall anführte, bei dem Informationen der NSA einer US-Firma geholfen haben sollen, den Zuschlag bei einer Auftragsvergabe zu erhalten.
Im Juni 2013 machte der Whistleblower Edward Snowden zwei große internetbasierte Abhörsysteme öffentlich bekannt, namentlich das US-System PRISM und das Anfang 2012 in Betrieb gegangene britische System Tempora, das im Auftrag der USA genutzt wird. Constanze Kurz glaubt, dass PRISM der Wirtschaftsspionage diene.

### Situation in Deutschland
Wirtschaftsspionage wird auf Bundesebene vom Bundesamt für Verfassungsschutz verfolgt. Auf Landesebene fällt die Verantwortung in den Bereich des jeweils zuständigen Landesamtes, sofern es eine Abteilung Spionageabwehr betreibt. Allerdings gibt es in Deutschland auf Behördenebene keine wirkliche flächendeckende Abwehr, so dass ausländische Konzerne mit Hilfe ihrer Geheimdienste in Deutschland Firmen ausspionieren können. Lediglich das Bundesamt für Sicherheit in der Informationstechnik betreut mit der Abteilung 2 – Kryptologie und Abhörsicherheit ein Spionageabwehrteam. Dieses bietet seine Leistungen Bundes- und Landesbehörden an sowie Unternehmen, die durch das Bundesministerium für Wirtschaft und Klimaschutz (BMWK) der Geheimschutzbetreuung unterliegen. Die Industrie hat einen Interessenverband gegründet, die Allianz für Sicherheit in der Wirtschaft (ASW), die auch von staatlichen Stellen unterstützt wird.
Der Studie einer Unternehmensberatung für Sicherheitsdienstleistungen zufolge wurden 21 Prozent der deutschen Unternehmen 2012 durch mindestens einen konkreten Fall von Spionage geschädigt. Besonders der Mittelstand ist betroffen. Er verzeichnet mit 24 Prozent die meisten Vorfälle, Konzerne sind zu 19 Prozent betroffen. Jährlich entsteht der deutschen Wirtschaft ein Schaden von rund 4,2 Milliarden Euro. Die Angriffe fanden vor allem in den GUS-Staaten (27 Prozent), Europa (26,6 Prozent), Deutschland (26,1 Prozent) und in Nordamerika (25,2 Prozent) statt. Nur 10,4 Prozent der Vorkommnisse fanden in Asien statt. Bei 6,3 Prozent der Unternehmen war der Ursprung unklar. Die häufigsten Schäden entstehen durch eigene Mitarbeiter, externe Geschäftspartner und Hackerangriffe. Mitarbeiter waren in 70,5 Prozent aller Vorkommnisse beteiligt, wobei Fälle von Social Engineering 22,7 Prozent ausmachten.

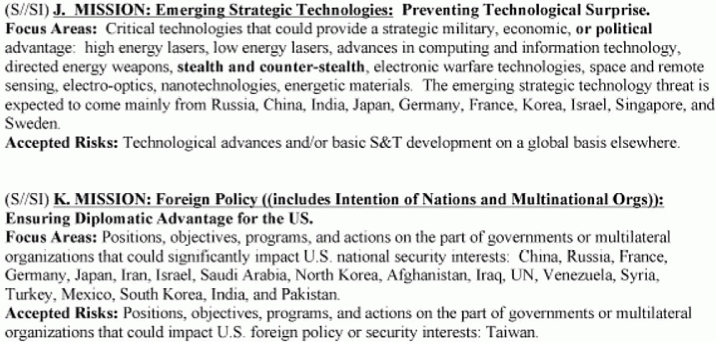
In Deutschland bestanden von 2007 bis 2013 die Hauptaufgaben der NSA in Strategic Mission J (Wirtschaftsspionage) und Strategic Mission K (Überwachung der politischen Führungspersonen).

Im Rahmen der Spionageaffäre wurde im Juni 2013 bekannt, dass die für die USA mit der Wirtschaftsspionage beauftragte NSA innerhalb Deutschlands von der Bundesregierung unterstützt wird. Neben Einrichtungen der NSA sowie des BND beschäftigen sich im deutschen Inland zahlreiche US-Firmen mit der Datenauswertung und der Weiterleitung in die USA. Grundlage bildete ein geheimes Abkommen zwischen dem BND und der NSA, das am 28. April 2002 vom damaligen Kanzleramtschef Frank-Walter Steinmeier (SPD) unterzeichnet wurde.
US-Botschafter Emerson versicherte im November 2013: „Amerika betreibt keine Industriespionage“. Dabei unterscheidet die US-Regierung zwischen kommerzieller Industriespionage und politischer Wirtschaftsspionage (zur Aufdeckung von Korruption, Schmuggel von Kriegswaffen). Diese Haltung fand sich schon in einem im März 2000 veröffentlichten Artikel des ehemaligen CIA-Chefs James Woolsey wieder. Darin erläuterte er öffentlich und ausführlich Gründe, warum die Vereinigten Staaten ihre Verbündeten auch hinsichtlich wirtschaftlicher Ziele ausspionierten, und schrieb: “That's right, my continental friends, we have spied on you because you bribe.” (deutsch: „Es ist zutreffend, meine Freunde vom Kontinent, wir haben euch ausgespäht, weil ihr bestecht.“) Nach Medienberichten wurde das deutsche Windkraftunternehmen Enercon 1994 das Opfer von Wirtschaftsspionage der NSA. Demnach gab ein NSA-Geheimdienstmitarbeiter zu, das deutsche Unternehmen ausspioniert und seine Erkenntnisse an das US-amerikanische Unternehmen Kenetech weitergegeben zu haben. Tatsächlicher Hintergrund war, dass Enercon Windkraftanlagen in die USA exportieren wollte, dadurch jedoch ein bestehendes Kenetech-Patent verletzt hätte, und die United States International Trade Commission deshalb zunächst ein Importverbot verhängte.
Im Januar 2014 wurde bekannt, dass das deutsche Unternehmen Ferrostaal bei einer im Jahre 2003 in Nigeria ausgeschriebenen Auftragsvergabe einem Konkurrenzunternehmen aus den USA unterlegen war, nachdem der US-Geheimdienst NSA die Details des Ferrostaal-Angebotes ausgespäht hatte. Im gleichen Monat erläuterte der US-amerikanische Whistleblower Edward Snowden dem Norddeutschen Rundfunk, dass die Vereinigten Staaten über ihre Geheimdienste Wirtschaftsspionage betreiben: „Wenn es etwa bei Siemens Informationen gibt, die dem nationalen Interesse der Vereinigten Staaten nutzen – aber nichts mit der nationalen Sicherheit zu tun haben – dann nehmen sie sich diese Informationen trotzdem“, so Snowden.
Allerdings erklärte Snowden nicht, was danach mit derartigen Informationen geschieht, so Ansgar Graw: „Ein Agent könnte sie schließlich nicht einfach so bei einer US-Firma abgeben“. Die Tatsache, dass Arbeitnehmer häufig zwischen konkurrierenden Unternehmen einer Branche wechseln, mache einen staatlich geförderten Informationsvorsprung sinnlos oder gar riskant, so James Bamford. Sicherheitsexperten in Deutschland haben jedoch ermittelt, dass US-amerikanische Wirtschaftsspionage bereits im Jahr 2000 der deutschen Wirtschaft durch gestohlene Erfindungen und Entwicklungen einen jährlichen wirtschaftlichen Schaden von mindestens 10 Mrd. Euro verursacht – die Zahl dürfte seitdem durch die zunehmende Digitalisierung nur noch weiter gestiegen sein.
Andrew Denison: „Die Frage ist nicht, ob die amerikanischen Geheimdienste europäischen Firmen nachspionieren – das tun sie, hoffe ich zumindest. Die Frage ist, was mit diesen Informationen passiert und wozu sie gesammelt werden.“
Bill Clinton verteidigte die internationale Wirtschaftsspionage der USA: „Was gut für Boeing ist, ist gut für Amerika.“

### Rolle Frankreichs
Nach Angaben der NYT verhandelte der damalige Director of National Intelligence Dennis C. Blair mit Frankreich über ein Nicht-Spionageabkommen. Die Franzosen betrieben demnach Industriespionage innerhalb der Vereinigten Staaten, um amerikanische Technologie-Geheimnisse zu stehlen. Einem im Rahmen von Cablegate veröffentlichten Kabelbericht der US-Botschaft Berlin zufolge soll der damalige Chef von OHB-System Frankreich mit Blick auf ihren Technologiediebstahl als das Reich des Bösen bezeichnet haben: „French IPR espionage is so bad that the total damage done to the German economy is greater the [sic] that inflicted by China or Russia.“ Berry Smutny bestreitet die ihm zugeschriebenen Äußerungen. Der Economist schrieb 2013: „America publicly ranks France along with Israel and Russia as a cyber-espionage menace. Only China is worse.“ In einer Anhörung vor dem US-Kongress 1996 erklärte der damalige FBI-Direktor Louis Freeh, das FBI ermittele gegen 23 Staaten wegen Wirtschaftsspionage gegen die USA; wenngleich er Länder nicht konkret benannte, wiesen Andeutungen auf Russland, Israel und Frankreich hin. Zu den im EU-Bericht 2001 genannten Beispielen gehört der Fall eines Zugverkaufes an Südkorea, bei dem sich TGV gegen Siemens durchsetzte. Aus einer Wikileaks-Veröffentlichung geht hervor, dass deutsche Unternehmer Frankreich wegen seiner Industriespionage als Bedrohung ansehen.
Gleichzeitig betreiben die USA jedoch umfangreiche Wirtschaftsspionage gegen Frankreich. So heißt es in einem Bericht des Europäischen Parlaments beispielsweise, dass die NSA 1995 Gespräche zwischen Thomson-CSF (jetzt Thales Microsonics) und den brasilianischen Behörden abhörte, die sich auf einen lukrativen 1,5-Milliarden-Euro-Auftrag zur Entwicklung eines Satellitenüberwachungssystems für den brasilianischen Regenwald bezogen. Die NSA gab Details über Thomsons Angebot an einen US-amerikanischen Konkurrenten, die Raytheon Corporation, weiter, die später den Vertrag erhielt.
Der Bericht enthüllte auch, dass die NSA 1993 Gespräche zwischen dem europäischen Konsortium Airbus, der nationalen Fluggesellschaft von Saudi-Arabien und der saudischen Regierung abhörte und an US-amerikanische Airbus-Rivalen weiterleitete. Der Auftrag im Wert von über 5 Milliarden Euro ging später an den US-amerikanischen Hersteller Boeing und McDonnell Douglas.

### Situation in Italien
Am 25. Oktober 2013 veröffentlichte das italienische Magazin L’Espresso neue Dokumente aus dem Fundus des Ex-NSA-Mitarbeiters Edward Snowden. Demnach gehört(e?) Italien im Rahmen der geheimen transatlantischen Abhörpartnerschaft zwischen den USA und Großbritannien zum Arbeitsgebiet des britischen Geheimdienstes GCHQ (Government Communications Headquarters). Der GCHQ sammelte und speicherte Daten mit Tempora. Zur gleichen Zeit wurde bekannt, dass die NSA Spitzenpolitiker befreundeter Staaten (z. B. Angela Merkel und François Hollande) abgehört hat.

## Situation in China
Dem chinesischen Auslandsgeheimdienst wird vorgeworfen unter anderem in Shanghai ein Gebäude zu betreiben, von dem aus Hackerangriffe auf US-amerikanische Unternehmen durchgeführt werden. Von Edward Snowden enthüllte geheimdienstliche Dokumente enthüllten jedoch, dass die USA gleichzeitig bereits spätestens 2007 Industriespionage gegen chinesische Unternehmen wie Huawei betreiben.